# Straßenbahn Le Puy

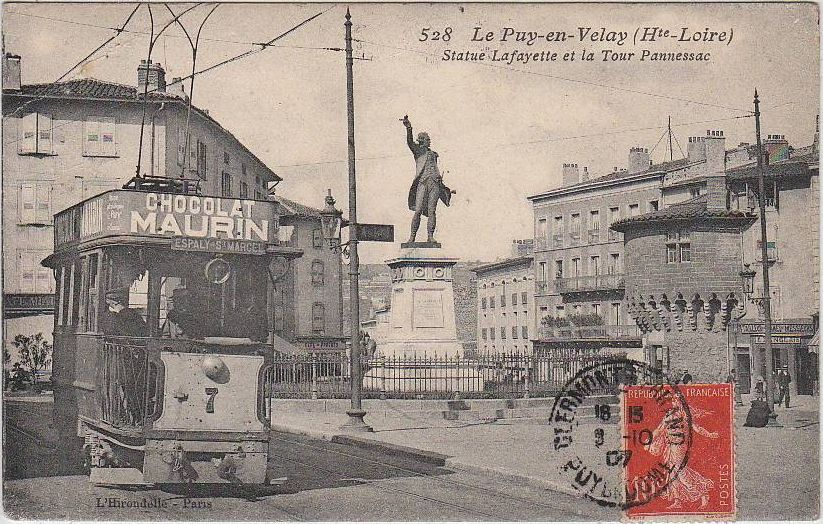
Triebwagen 7 am Square Saint-Louis (um 1907)

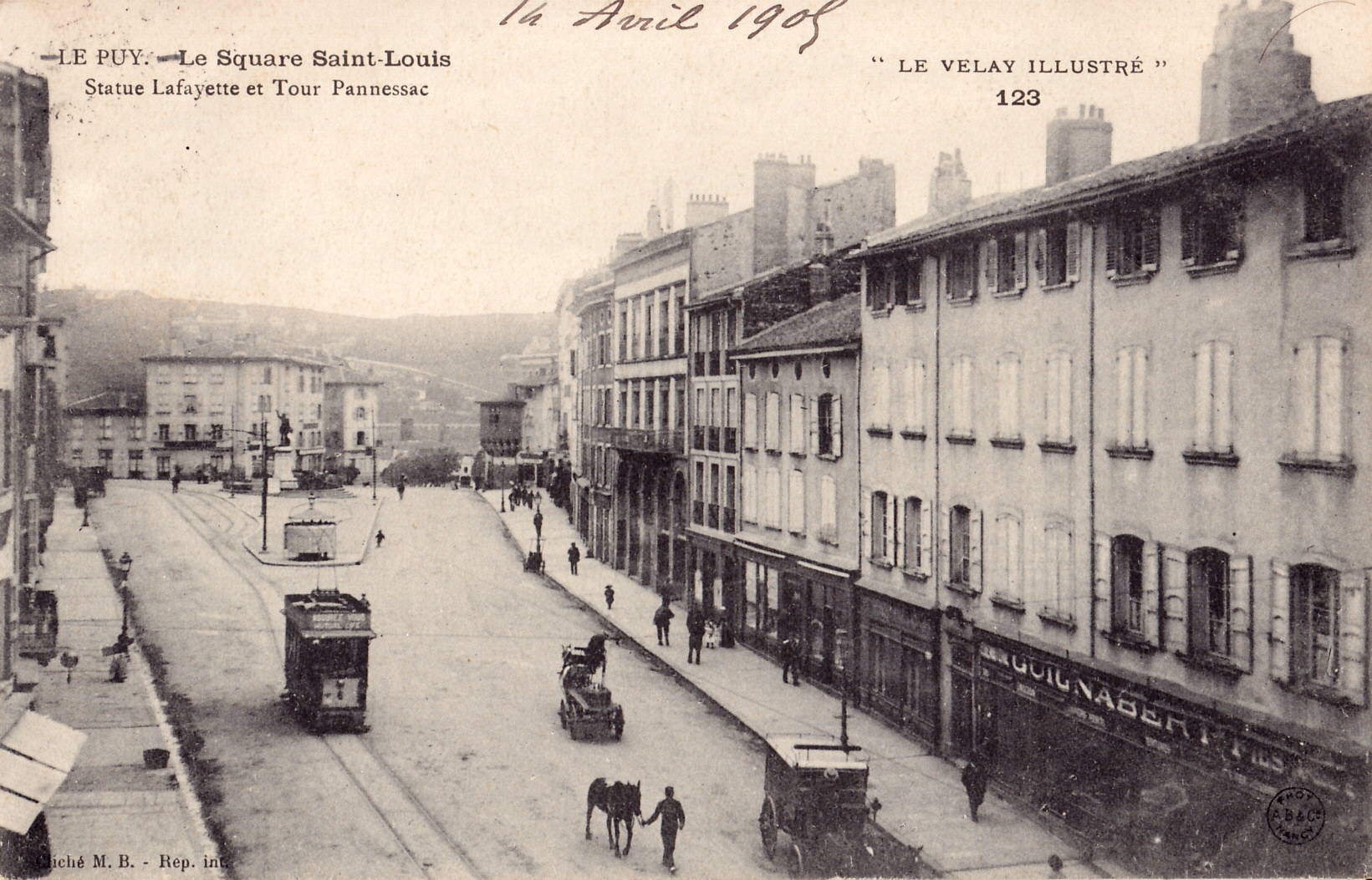
Strecke und Ausweiche am Boulevard Saint-Louis (vor 1905)

Die elektrische Straßenbahn Le Puy, in der französischen Stadt Le Puy-en-Velay (bis 1988 Le Puy), war nicht ganz achtzehn Jahre lang in Betrieb.
Die Stadt, Hauptort des Départements Haute-Loire in der Region Auvergne-Rhône-Alpes, zählte am Beginn des 20. Jahrhunderts etwas mehr als 20.000 Einwohner. Wegen der einzigartigen, von ehemaligen Vulkanen gestalteten Umgebung war sie schon damals von Touristen häufig besucht.
Hier eröffnete am 12. November 1896 die Tramway de la Ville du Puy (TVP) ihren Betrieb, eine elektrische Straßenbahn, die vom Bahnhof im Südosten der Stadt zum Hauptplatz, der Place du Breuil, führte, wo sich die Präfektur, der Justizpalast und das Theater befinden. Von hier folgte sie dem Boulevard Gambetta bis zu dem Dorf Espaly, wo merkwürdige Felsgebilde zu sehen sind. Eine zweite Strecke verband die Place du Breuil in östlicher Richtung mit dem Dorf Brives jenseits der Loire. Damit umfasste das meterspurige Schienennetz eine Länge von sieben Kilometern.
Für die Bedienung beider Linien reichten sieben Triebwagen und vier Beiwagen aus.
Mit Beginn des Ersten Weltkrieges wurde der Straßenbahnverkehr am 4. August 1914 eingestellt und auch nach Kriegsende nicht wieder aufgenommen.